# Ormetica saturata
Ormetica saturata är en fjärilsart som beskrevs av Walker 1856. Ormetica saturata ingår i släktet Ormetica och familjen björnspinnare. Inga underarter finns listade i Catalogue of Life.